# Кибирєв Борис Григорович
Борис Григорович Кибирєв (25 червня 1937, село Султан-Янгі-Юрт, тепер Кумторкалинського району, Республіка Дагестан, Російська Федерація) — радянський державний діяч, 2-й секретар Краснодарського крайового комітету КПРС. Член ЦК КПРС у 1990—1991 роках. Народний депутат Російської РФСР (1990—1993). Депутат Державної думи Російської Федерації (1995—2007).

## Життєпис
У 1960 році закінчив механічний факультет Ростовського-на-Дону інституту інженерів залізничного транспорту за спеціальністю «Тепловози та тепловозне господарство».
У 1960—1962 роках — помічник машиніста тепловоза, помічник майстра з ремонту тепловозів локомотивного депо Картали Південно-Уральської залізниці; викладач Дорожньо-технічної школи міста Троїцька Челябінської області.
У 1962—1964 роках — інженер відділу ремонту служби локомотивного господарства Управління Південно-Уральської залізниці в місті Челябінську.
У 1964—1965 роках працював інженером-конструктором Усть-Лабінського механічного заводу Краснодарського краю.
У 1965—1970 роках — машиніст тепловоза, начальник локомотивного депо станції Тимашевська Північно-Кавказької залізниці (Краснодарський край).
Член КПРС з 1967 року.
У 1970—1971 роках — завідувач промислово-транспортного відділу Тимашевського районного комітету КПРС Краснодарського краю.
У 1971—1973 роках — заступник голови виконавчого комітету Тимашевської районної ради депутатів трудящих Краснодарського краю.
У 1973—1975 роках — секретар Тимашевського районного комітету КПРС Краснодарського краю.
З 1975 року — заступник завідувача відділу пропаганди та агітації — завідувач Будинку політичної освіти Краснодарського крайового комітету КПРС; заступник завідувача відділу пропаганди та агітації — завідувач сектору масово-політичної роботи Краснодарського крайового комітету КПРС.
У 1978 році закінчив Академію суспільних наук при ЦК КПРС у Москві.
У 1983—1986 роках — завідувач відділу пропаганди та агітації Краснодарського крайового комітету КПРС.
У 1986 — липні 1987 року — секретар Краснодарського крайового комітету КПРС.
У липні 1987 — серпні 1991 року — 2-й секретар Краснодарського крайового комітету КПРС.
З 4 березня 1990 по 1993 рік — народний депутат Російської Федерації, координатор фракції «Комуністи Росії» на З'їзді народних депутатів Росії (1990—1993).
У 1991—1995 роках — головний інженер Краснодарського локомотивного депо Північно-Кавказької залізниці в місті Краснодарі.
У 1995—1996 роках — голова профспілкового комітету (профкому) Краснодарського локомотивного депо Північно-Кавказької залізниці.
1995 року обраний депутатом Державної думи Російської Федерації другого скликання за списком КПРФ. Увійшов до фракції КПРФ. Був членом Комітету з туризму та спорту. На президентських виборах 1996 року був довіреною особою Геннадія Зюганова у Краснодарському краї.
19 грудня 1999 року обраний депутатом Державної думи Російської Федерації третього скликання. Увійшов до фракції КПРФ. Був членом Комітету з охорони здоров'я та спорту. З квітня 2001 року — заступник голови Ради міжфракційної депутатської групи «Південь Росії».
7 грудня 2003 року обраний депутатом Державної думи Російської Федерації четвертого скликання. Увійшов до фракції КПРФ. Був членом Комітету з питань охорони здоров'я.
У 2013 році увійшов до складу Оргкомітету з підготовки та проведення пам'ятних заходів, присвячених 20-річчю розстрілу З'їзду народних депутатів Росії та Верховної ради Російської Федерації.
Потім — на пенсії.

## Нагороди і звання
- орден Дружби народів (1986)
- орден «Знак Пошани» (1975)
- орден КПРФ «Партійна Доблесть» (2002)
- Міжнародний орден миротворця (2004)
- медаль «За освоєння цілинних земель» (1957)
- медаль «За доблесну працю. В ознаменування 100-річчя з дня народження Володимира Ілліча Леніна» (1970)
- медаль «Ветеран праці» (1990)
- Медаль «850 років Москви»
- Медаль «100 років Транссибірської Магістралі» (2003)
- Медаль «За досягнення у розвитку курортного справи» (Державний комітет із фізичної культури та туризму РФ, 1998)
- Медаль «50 років початку освоєння Цілинних земель (Міністерство сільського господарства РФ, 2004)
- Медаль «Державна Дума Федеральних Зборів Російської Федерації» (2007)
- Медаль Краснодарського краю «За визначний внесок у розвиток Кубані» Першого ступеня (2002)
- Пам'ятний знак «300 років Кубанському козачому війську» (2002)
- Пам'ятний знак «10 років Центральному козачому війську» (2004)
- Знак «Почесний залізничник» (Міністерство шляхів РФ, 1996)
- Знак «Відмінник охорони здоров'я» (Міністерство охорони здоров'я та соціального розвитку РФ, 2006)
- Ювілейний знак «10 років Державної Думи Федеральних Зборів Російської Федерації» (2003)